# 鎌倉彫

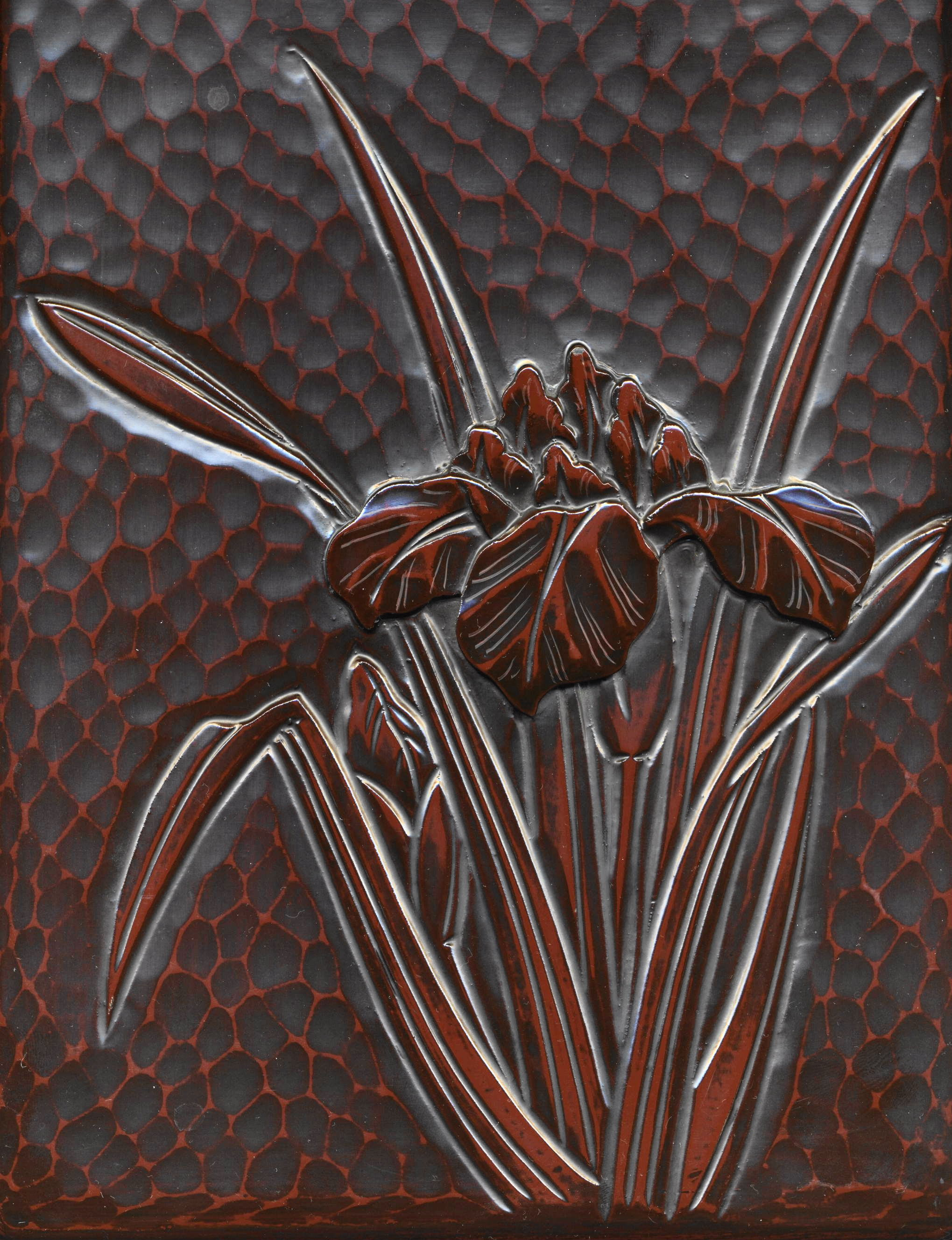
文箱に描かれた鎌倉彫の菖蒲

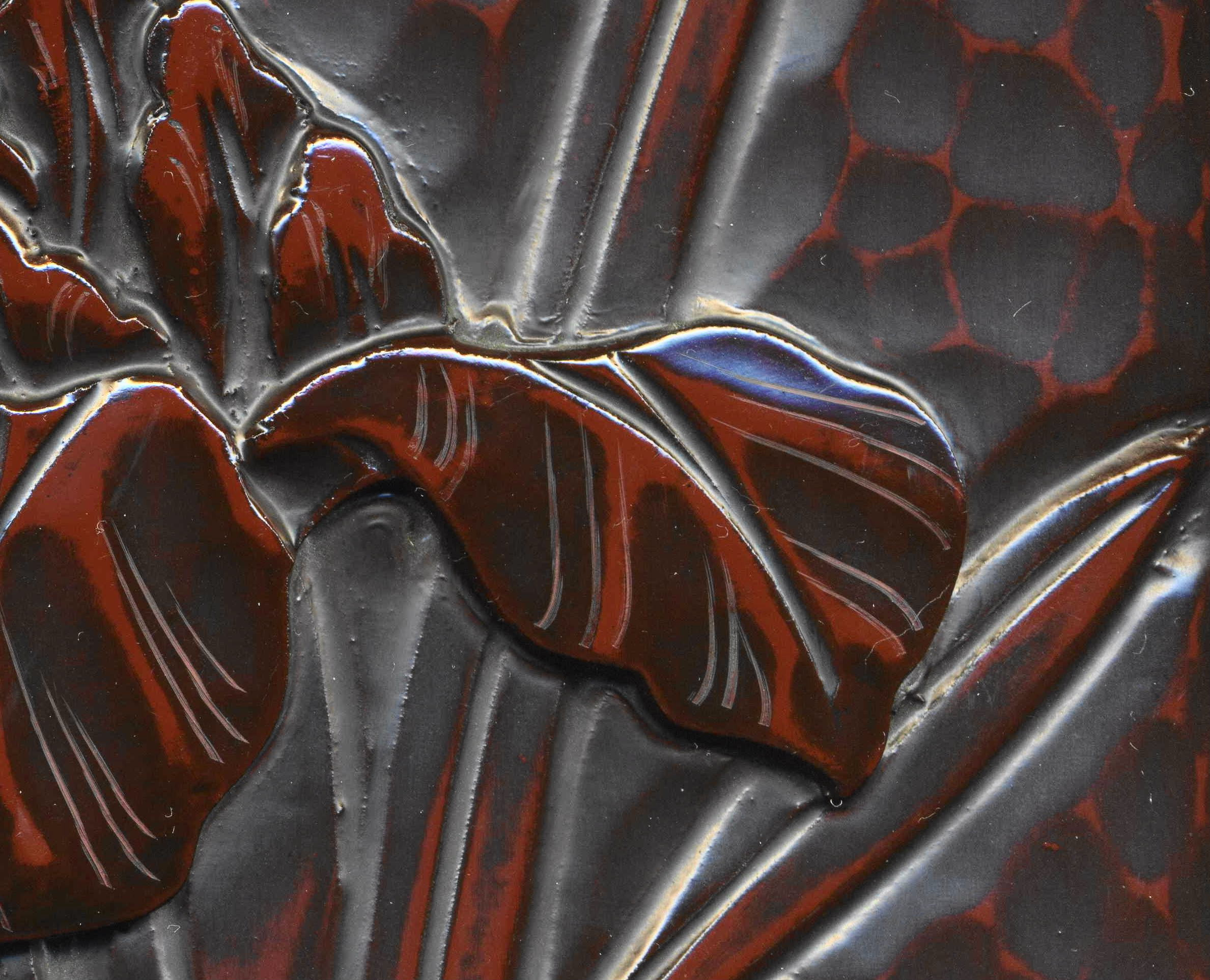
鎌倉彫（拡大画像）

鎌倉彫（かまくらぼり）は、神奈川県鎌倉市特産の彫刻漆器の一つ。経済産業大臣指定伝統的工芸品に指定されている。

## 略史と製法
鎌倉時代、陳和卿が中国の宋から彫漆の一種の堆朱を日本にもたらした。彫漆の特徴は漆を分厚く堆積させてから漆を彫刻して立体造形を生み出す製法である。これに対して、鎌倉彫は木地を彫刻した後、黒漆と朱、青、黄など色漆を塗り重ねて磨き仕上げる製法であり、製作工程が完全に異なる
。鎌倉彫は仏師の康運（一説に、康円）が、堆朱のような立体的なデザインの仏具をより簡便に作るために生み出した漆器である。